# 高乌头酸
高乌头酸 （英語：Homoaconitic acid，或homoaconitate）是一种不饱和三元羧酸，存在两种顺反异构体。其中的顺-高乌头酸是酵母、霉菌等生物α-氨基己二酸途径合成赖氨酸的中间产物，由高柠檬酸转化而来，再由高乌头酸水合酶催化为高异柠檬酸。